# Stuart Parnaby
Stuart Parnaby (født 19. juli 1982 i Durham, England) er en engeslk tidligere fodboldspiller (højre back). 
Parnaby spillede Premier League med både Middlesbrough, som han tilbragte størstedelen af sin karriere hos, samt Birmingham. Han vandt desuden den engelske Liga Cup med begge klubber.

## Titler
Football League Cup
- 2004 med Middlesbrough
- 2011 med Birmingham